# Tina Wunderlich
Tina Wunderlich (Bad Berleburg, 10 de outubro de 1977) é uma futebolista alemã. Foi medalhista olímpica pela seleção de seu país.

## Carreira
Tina Wunderlich representou a Seleção Alemã de Futebol Feminino, nas Olimpíadas de 1996 e 2000. 